# Everything Is Everything
Albums de Brand Nubian
In God We Trust
(1990) Foundation
(1998)
Singles
1. Word Is Bond
Sortie : 1994
2. Hold On
Sortie : 1995

Everything Is Everything est le troisième album studio de Brand Nubian, sorti le 1er novembre 1994.
L'album s'est classé 13e au Top R&B/Hip-Hop Albums et 54e au Billboard 200.

## Liste des titres
| No  | Titre                                                                        | Contient un (des) sample(s) de                                                              | Durée |
| --- | ---------------------------------------------------------------------------- | ------------------------------------------------------------------------------------------- | ----- |
| 1.  | Word Is Bond (Produit par Lord Jamar et Sadat X)                             | I'm the One de l'Average White Band                                                         | 3:59  |
| 2.  | Straight Off Da Head (Produit par Lord Jamar)                                |                                                                                             | 4:31  |
| 3.  | Weed Vs. Weaves (Interlude) (Produit par Lord Jamar et Sadat X)              |                                                                                             | 0:50  |
| 4.  | Nubian Jam (Produit par Lord Jamar)                                          |                                                                                             | 5:20  |
| 5.  | Alladat (featuring Busta Rhymes – Produit par Buckwild)                      | Blind Alley des Emotions                                                                    | 4:14  |
| 6.  | Step into da Cypher (Produit par Lord Jamar et Sadat X)                      | Face It Boy, It's Over de George Benson                                                     | 5:14  |
| 7.  | Sweatin Bullets (Produit par Lord Jamar)                                     | Long Red de Mountain                                                                        | 3:59  |
| 8.  | Lookin' at God (Interlude) (Produit par Lord Jamar)                          |                                                                                             | 0:55  |
| 9.  | Lick Dem Muthaphuckas (Remix) (Produit par Lord Jamar)                       | Tonight's Da Night de Redman                                                                | 5:37  |
| 10. | Another Day in the Beast (Thoughts from a Criminal) (Produit par Lord Jamar) |                                                                                             | 0:53  |
| 11. | Claimin' I'm a Criminal (Produit par Lord Jamar)                             | I'm Trying to Sing a Message to You de Luther Ingram Don't Believe the Hype de Public Enemy | 5:30  |
| 12. | Gang Bang (Produit par Lord Jamar et Sadat X)                                | Freddie's Dead du Cecil Holmes Soulful Sounds                                               | 3:31  |
| 13. | Down for the Real (Produit par Lord Jamar)                                   |                                                                                             | 4:28  |
| 14. | Return of the Dread (Produit par Lord Jamar)                                 |                                                                                             | 4:51  |
| 15. | What the Fuck... (Produit par Lord Jamar)                                    | I Love You for All Seasons des Fuzz                                                         | 3:48  |
| 16. | Hold On (featuring Starr – Produit par Lord Jamar et Sadat X)                | Holding Back the Years de Simply Red Sneakin' in the Back de Tom Scott & The L.A. Express   | 4:14  |